# Chicas (Donne)
Chicas (Donne) es una canción interpretada por la agrupación musical mexicana Mercurio, incluida originalmente en su tercer álbum de estudio titulado Tiempo de vivir (1998). Esta canción fue lanzada como el segundo sencillo oficial de dicho material a través de su discográfica musical Sony Records.

## Otros datos
Esta canción es otra considera clásico de la banda de igual forma junto con otros éxitos noventeros de esa época.
En 2023 también la canción formó parte la gira musical 90's Pop Tour junto con otros de sus más grandes éxitos musicales, compartiendo escenario con otras bandas más como OV7, Magneto y otros artistas musicales.

## Lista de canciones

### CD Single
| Chicas (Donne) — Single |                  |          |  |
| N.º                     | Título           | Duración |  |
| 1.                      | «Chicas (Donne)» | 2:36     |  |

## Video musical
Los integrantes están cantando la canción en vivo en programa de televisión en Ecuador del año de 1999.